# 洛尔达堡
洛尔达堡（法語：La Bastide-de-Lordat，法語發音：[la bastid də lɔʁda]）是法国阿列日省的一个市镇，属于帕米耶区。

## 地理
洛尔达堡（43°8'38"N, 1°42'45"E）面积5.97 平方千米，位于法国奧克西塔尼大區阿列日省，该省份为法国西南部内陆省份，西部和北部与上加龙省接壤，东临奥德省，东南至东比利牛斯省接壤，南与安道尔和西班牙接壤。
与洛尔达堡接壤的市镇（或旧市镇、城区）包括：勒卡尔拉雷、拉佩讷、圣费利德图尔内加、特雷穆莱。

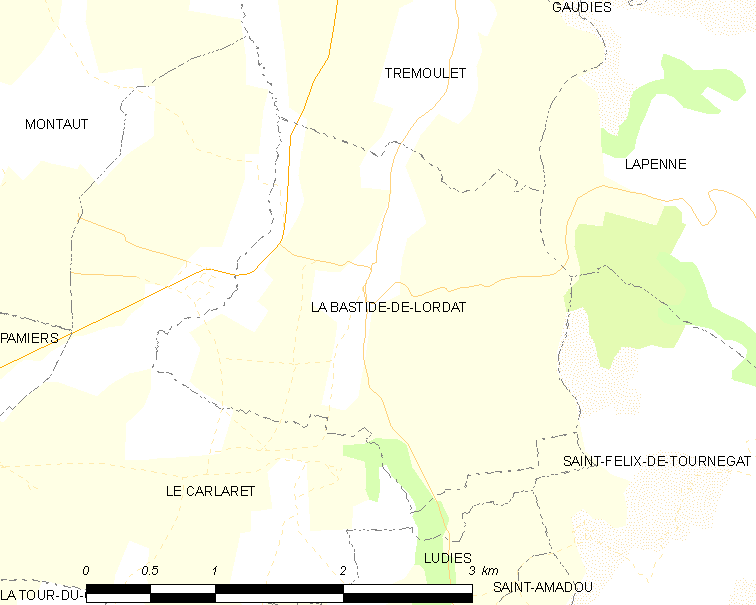
洛尔达堡的OSM定位图

洛尔达堡的时区为UTC+01:00、UTC+02:00（夏令时）。

## 行政
洛尔达堡的邮政编码为09700，INSEE市镇编码为09040。

## 政治
洛尔达堡所属的省级选区为阿列日之门县。

## 人口

1962-2008年间洛尔达堡人口变化图示

洛尔达堡于2022年1月1日时的人口数量为310人。